# Kedrostis abdallai
Kedrostis abdallai är en gurkväxtart som beskrevs av A. Zimmermann. Kedrostis abdallai ingår i släktet Kedrostis och familjen gurkväxter. Inga underarter finns listade i Catalogue of Life.